# Fußgängerbrücke zur Speicherinsel
Die Fußgängerbrücke zur Speicherinsel (polnisch Kładka św. Ducha, übersetzt Heilig-Geist-Fußgängerbrücke) ist eine Drehbrücke über die Motława (Mottlau) in Danzig, Polen. Sie verbindet im Stadtbezirk Stadtmitte die touristisch bedeutsame Rechtstadt mit der Wyspa Spichrzów (Speicherinsel). Bedeutung hat die Fußgängerbrücke, da der Nordteil der Insel in den 2010er Jahren zu einem neuen Stadtviertel mit mehreren Hotels ausgebaut wurde.

## Geschichte
Die zahlreichen Getreidespeicher der Insel wurden 1945 in der Endphase des Zweiten Weltkriegs schwer zerstört. Im Jahr 2015 schrieb die Stadtverwaltung zusammen mit Entwicklungsgesellschaft der Insel einen Architekturwettbewerb für die Gestaltung einer Fußgängerbrücke aus. Von den sieben eingereichten Vorschlägen kamen zwei Entwürfe in die engere Wahl. Das Studio Bednarski in London gewann den finalen Entscheid.

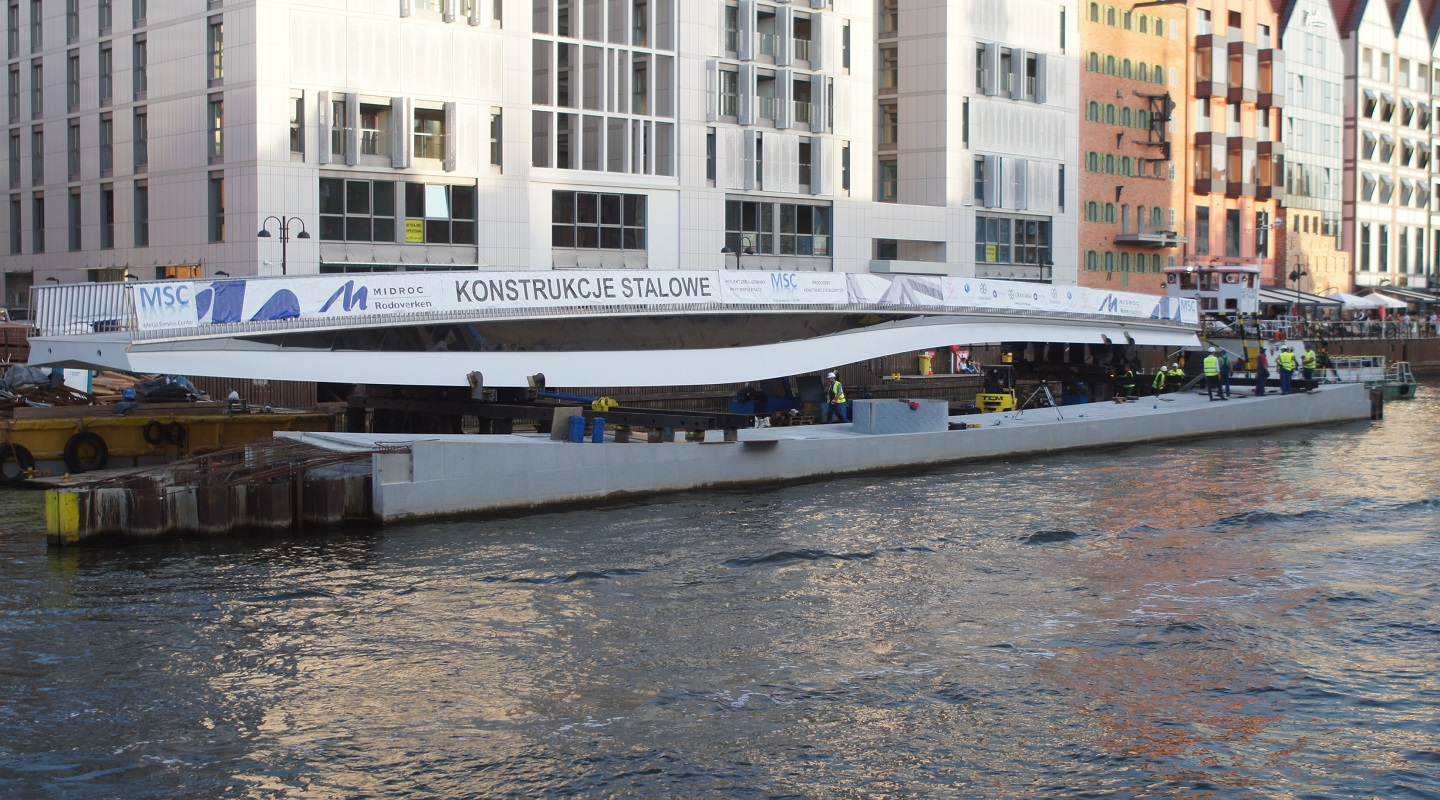
Vorbereitungen für die Montage (23. August 2019)

Baubeginn war im Februar 2018. Die Unterwasserarbeiten für den 100 Tonnen schweren Brückenträger wurden in der Sommersaison ausgesetzt. Bei den Arbeiten stürzte am 6. Mai 2019 ein Teil der Langen Brücke im Bereich des Heilig-Geist-Tores (Brama Świętego Ducha) ein. Der 50 Meter lange Dreharm wurde von einer Stahlbaufirma in Elbląg (Elbing) angefertigt und auf dem Wasserweg über die Flüsse Elbing, Nogat, Elbinger Weichsel und Tote Weichsel nach Danzig geliefert. Am 23. August 2019 traf das etwa 180 Tonnen schwere Teil an der Baustelle ein und wurde an den folgenden Tagen ohne die Hilfe eines Krans in sein Lager verschoben.
Die Brücke wurde am 24. und 25. Dezember 2019 vorübergehend für Besucher geöffnet und am 1. Juli 2020 offiziell dem Verkehr übergeben.

## Beschreibung
Die Fußgängerbrücke ist insgesamt 57,0 Meter lang und 4,5 Meter breit. Sie steht in der Motława auf einer künstlichen Insel, die den Drehmechanismus und die Hydraulik aufnimmt. Der drehbare Teil ist 50,0 Meter lang und wiegt 180 Tonnen. Die Öffnungszeit der Brücke beträgt zwei Minuten. Ein manuelles Schwenken im Notbetrieb ist möglich. Bei Öffnung wird nach einem und einer dreisprachigen Ansage (polnisch, englisch, deutsch) der Dreharm für den Fußgängerverkehr gesperrt und verschlossen. Der Öffnungswinkel beträgt neunzig Grad.
Geschlossen liegt die Durchfahrtshöhe im westlichen Teil bei 2,0 Metern. Der östliche Teil ist für die Durchfahrt gesperrt.

## Weitere Querungen der Motława
Nördlich der Drehbrücke:
- Klappbrücke zur Ołowianka (Bleihof)
- Fähre Motława zur Ołowianka

Südlich der Drehbrücke:
- Grüne Brücke zur Speicherinsel